# Monticello, New York
Monticello är administrativ huvudort i Sullivan County i delstaten New York. Monticello grundades år 1804 och fick officiell status som by (village) år 1830.